# 영접
영접(meeting)는 따라오는 말이 인사하는 것이며, 미팅과 인사가 항상 같이 다니는 것이다. 첫 번째로 고객을 "만나야"하는 고객을 만나지 못하면 영접 미스가 생기게 된다. 두 번째로 고객이 따스한 환대를 느끼도록 해야 한다. 이방인에 대한 주인의 환대에는 너그러움과 관용이 있다. 고객은 우리에게 이방인이므로 새로운 세계에 대한 불안과 함께 경이로움으로 둘러싸여 있다. 세 번째는 고객을 일정한 방향으로 이끌어 주어야 한다.